# Antirrhinum
- Commons
- Wikispecies

Antirrhinum L. (antirrino) é um género botânico pertencente à família Plantaginaceae. Tradicionalmente este gênero era classificado na família das    Scrophulariaceae.

## Espécies
Há 21 espécies confirmadas:
- Antirrhinum australe Rothm.
- Antirrhinum barrelieri Boreau

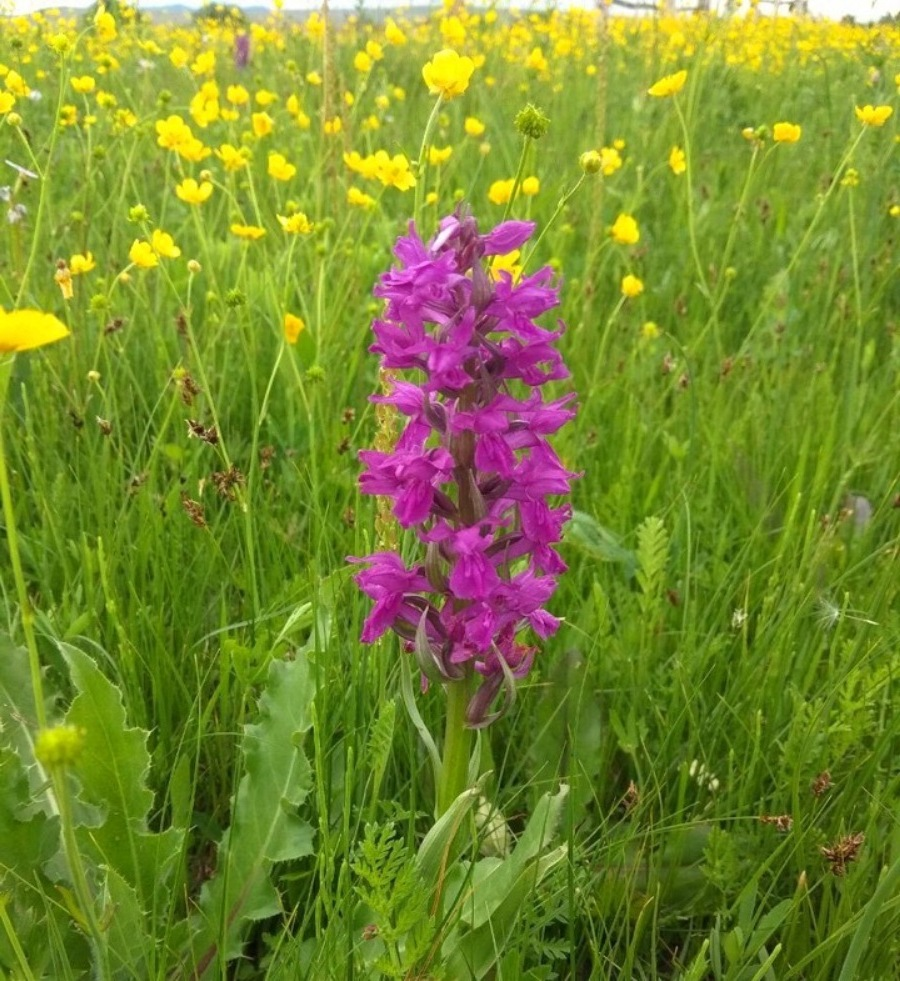
Snapdragon crescendo no leste da Sibéria

- Antirrhinum braun-blanquetii Rothm.
- Antirrhinum charidemi Lange
- Antirrhinum chavannesii Rothm.
- Antirrhinum graniticum Rothm.
- Antirrhinum grosii Font Quer
- Antirrhinum hispanicum Chav.
- Antirrhinum kretschmeri Rothm.
- Antirrhinum latifolium Mill.
- Antirrhinum majus L.
- Antirrhinum martenii (Font Quer) Rothm.
- Antirrhinum meonanthum Hoffmanns. & Link
- Antirrhinum microphyllum Rothm.
- Antirrhinum molle L.
- Antirrhinum montserratii Molero & Romo
- Antirrhinum pertegasii Rothm.
- Antirrhinum pulverulentum Lázaro Ibiza
- Antirrhinum sempervirens Lapeyr.
- Antirrhinum siculum Mill.
- Antirrhinum valentinum Font Quer

## Classificação do gênero
| Sistema | Classificação                        | Referência               |
| ------- | ------------------------------------ | ------------------------ |
| Linné   | Classe Didynamia, ordem Angiospermia | Species plantarum (1753) |